# 爆封スラッシュ!キズナ
『爆封スラッシュ!キズナ』（ばくふうスラッシュ!キズナ）は、青木たかおによる日本の漫画作品。『月刊コロコロコミック』（小学館）で2004年11月号から2005年9月号まで連載された。PlayStation 2専用ソフト「爆封スラッシュ! キズナ 嵐」のメディアタイアップ作品。全9話。コミックスは全2巻。

## あらすじ
勉強もスポーツも得意な主人公・炎は、世界を旅している父親から、1冊の白紙の本が届けられる。

## 登場人物
築雫炎
主人公。一人称は「俺」。
築雫嵐
炎の兄。一人称は「俺」。
西牙シン
上級魔獣ブレイド
風魔ビーストゼファー

## コミックス
1. 2005年6月24日発売 ISBN 4091433413
2. 2005年10月28日発売 ISBN 4091433421